# Словенска-Вес
Словенска-Вес (словац. Slovenská Ves) — село и одноимённая община в районе Кежмарок Прешовского края Словакии. В письменных источниках начинает упоминаться с 1311 года.

## География
Село расположено в западной части края, на южных склонах горного массива Спишска-Магура, при автодороге 542. Абсолютная высота — 646 метров над уровнем моря. Площадь муниципалитета составляет 22,44 км².

## Население
| Год:                | 1994 | 2004    | 2014    | 2024    |
| ------------------- | ---- | ------- | ------- | ------- |
| Количество человек: | 1707 | 1787    | 1866    | 1859    |
| Разница:            |      | +4,68 % | +4,42 % | −0,37 % |

По данным последней официальной переписи 2011 года, численность населения Словенска-Веси составляла 1864 человека.
Национальный состав населения (по данным переписи населения 2011 года):
| Национальность | Численность, человек |
| -------------- | -------------------- |
| словаки        | 1780                 |
| цыгане         | 19                   |
| чехи           | 5                    |
| поляки         | 2                    |
| не указана     | 56                   |